# Bévéziers (1935)
Bévéziers (Q179) – francuski oceaniczny okręt podwodny z okresu międzywojennego i II wojny światowej, jedna z 31 jednostek typu Redoutable. Okręt został zwodowany 14 października 1935 roku w stoczni Arsenal de Cherbourg w Cherbourgu, a do służby w Marine nationale wszedł 4 czerwca 1937 roku. Podczas wojny jednostka pełniła służbę na Atlantyku i Oceanie Indyjskim, a od zawarcia zawieszenia broni między Francją a Niemcami znajdowała się pod kontrolą rządu Vichy. 25 września 1940 roku podczas obrony Dakaru „Bévéziers” storpedował brytyjski pancernik HMS „Resolution”. 5 maja 1942 roku okręt został zatopiony w bazie Diégo Suarez przez brytyjskie samoloty z lotniskowców HMS „Illustrious” i HMS „Indomitable”.

## Projekt i budowa
„Bévéziers” zamówiony został na podstawie programu rozbudowy floty francuskiej z 1930 roku. Projekt (o sygnaturze M6 ) był ulepszeniem pierwszych powojennych francuskich oceanicznych okrętów podwodnych – typu Requin. Poprawie uległa krytykowana w poprzednim typie zbyt mała prędkość osiągana na powierzchni oraz manewrowość. Okręty typu Redoutable miały duży zasięg i silne uzbrojenie; wadą była ciasnota wnętrza, która powodowała trudności w dostępie do zapasów prowiantu i amunicji. Konstruktorem okrętów był inż. Jean-Jacques Roquebert. „Bévéziers” należał do 3. serii jednostek, które otrzymały silniki Diesla o większej mocy, dzięki czemu osiągały one na powierzchni prędkość 20 węzłów .
„Bévéziers” zbudowany został w stoczni Arsenal de Cherbourg w Cherbourgu (numer stoczniowy Q55) . Stępkę okrętu położono 4 stycznia 1932 roku , a zwodowany został 14 października 1935 roku.

## Dane taktyczno–techniczne
„Bévéziers” był dużym, oceanicznym okrętem podwodnym o konstrukcji dwukadłubowej. Długość całkowita wynosiła 92,3 metra (92 metry między pionami), szerokość 8,2 metra i zanurzenie 4,7 metra. Wyporność standardowa w położeniu nawodnym wynosiła 1384 tony (normalna 1570 ton), a w zanurzeniu 2084 tony. Okręt napędzany był na powierzchni przez dwa silniki wysokoprężne Sulzer o łącznej mocy 8000 KM. Napęd podwodny zapewniały dwa silniki elektryczne o łącznej mocy 2000 KM. Dwuśrubowy układ napędowy pozwalał osiągnąć prędkość 20 węzłów na powierzchni i 10 węzłów w zanurzeniu . Zasięg wynosił 10 000 Mm przy prędkości 10 węzłów w położeniu nawodnym (lub 4000 Mm przy prędkości 17 węzłów) oraz 100 Mm przy prędkości 5 węzłów w zanurzeniu. Zbiorniki paliwa mieściły 95 ton oleju napędowego . Dopuszczalna głębokość zanurzenia wynosiła 80 metrów, a czas zanurzenia 45-50 sekund. Autonomiczność okrętu wynosiła 30 dób .
Okręt wyposażony był w siedem wyrzutni torped kalibru 550 mm: cztery na dziobie i jeden potrójny zewnętrzny aparat torpedowy. Prócz tego za kioskiem znajdował się jeden podwójny dwukalibrowy (550 lub 400 mm) aparat torpedowy . Na pokładzie było miejsce na 13 torped, w tym 11 kalibru 550 mm i dwie kalibru 400 mm . Uzbrojenie artyleryjskie stanowiło działo pokładowe kalibru 100 mm M1925 L/45 oraz zdwojone stanowisko wielkokalibrowych karabinów maszynowych Hotchkiss kalibru 13,2 mm L/76 . Jednostka wyposażona też była w hydrofony .
Załoga okrętu składała się z 4 oficerów oraz 57 podoficerów i marynarzy.

## Służba
„Bévéziers” został przyjęty do służby w Marine nationale 4 czerwca 1937 roku . Jednostka otrzymała numer burtowy Q179 . W momencie wybuchu II wojny światowej okręt pełnił służbę na Atlantyku, wchodząc w skład 8. dywizjonu 4. eskadry okrętów podwodnych w Breście (wraz z siostrzanymi okrętami „Agosta”, „Ouessant” i „Sidi Ferruch”) . Dowódcą okrętu był w tym okresie kpt. mar. H. Nicolau, a jednostka w Cherbourgu przechodziła remont, który planowo miał trwać do 14 października . 4 października okręt przepłynął z Cherbourga do Brestu, eskortowany przez niszczyciel „Jaguar” . 5 października „Bévéziers” wraz z „Sidi Ferruch” udały się na Martynikę, gdzie dotarły 27 października . 28 lutego 1940 roku „Bévéziers” oraz „Sidi Ferruch” opuściły Antyle i dotarły w połowie marca do Halifaxu w celu eskortowania sojuszniczych konwojów (dołączając do siostrzanych okrętów „Archimède” i „Ajax”, które przybyły z Brestu) . W dniach 7-15 kwietnia okręt podwodny wraz z brytyjskim krążownikiem pomocniczym HMS „Ascania” eskortował w centralnej części Atlantyku konwój HX-33, który 20 kwietnia dopłynął do Liverpoolu .
1 czerwca 1940 roku „Bévéziers” wraz z bliźniaczym „Archimède” wypłynął z Brestu do Casablanki w konwoju 47-BF w eskorcie awiza „Élan”, docierając do portu przeznaczenia 5 czerwca . Okręt formalnie nadal wchodził w skład 8. dywizjonu 4. eskadry okrętów podwodnych, a jego dowódcą był kmdr ppor. M.J. Lancelot . Po zawarciu zawieszenia broni między Francją a Niemcami okręt znalazł się pod kontrolą rządu Vichy. W momencie rozpoczęcia operacji Menace „Bévéziers” przebywał w Dakarze w doku, jednak wziął udział w obronie portu przed atakiem aliantów . 25 września 1940 roku o godzinie 9:00 okręt wykonał skuteczny atak torpedowy na brytyjski pancernik HMS „Resolution” . Z wystrzelonej salwy torped trafiła jedna, uderzając w część dziobową i powodując poważne uszkodzenia, które wyłączyły pancernik z dalszej walki.
W listopadzie 1940 roku „Bévéziers” wraz z bliźniaczym „Monge” stacjonował w Diégo Suarez na Madagaskarze . W momencie desantu Aliantów na Madagaskar okręt (pod dowództwem por. mar. stał na kotwicy w Diégo Suarez . Rankiem 5 maja 1942 roku „Bévéziers” został zatopiony podczas nalotu brytyjskiego lotnictwa pokładowego z lotniskowców HMS „Illustrious” i HMS „Indomitable” (na pozycji 12°16′S 49°17′E/-12,266667 49,283333) . W kwietniu 1943 roku jednostka została podniesiona i poddana oględzinom, jednak stwierdzono nieopłacalność remontu . Okręt został zezłomowany 26 grudnia 1946 roku .